# Nikol
A Nikol  a görög Nikolaosz (magyarul Miklós) férfinév francia változata, azaz női párja.

## Rokon nevek
- Kolett:[1] a Nikolett francia és angol becenevéből önállósult.[3]
- Koletta:[1] a Nikoletta több nyelvben meglévő rövidülése.[3]
- Kozett:[1] a Nikolett francia becenevéből önállósult.[4]
- Nikola:[1] a Nikol alakváltozata, női névként a magyar és a német nyelvben használatos, az olaszban férfinév.[2]
- Nikolett:[1] a Nikol francia kicsinyítőképzős változata.[2]
- Nikoletta:[1] a Nikolett továbbképzése, ill. olasz változata.[2]
- Nikosz[1]: a Nikoletta továbbképzése, ill. jordán változata.[2]

## Gyakorisága
Az 1990-es években a Nikolett igen gyakori, a Nikoletta gyakori, a Nikola igen ritka, a Nikol, Kolett, Koletta és Kozett pedig szórványos nevek voltak, a 2000-es években a Nikolett a 16–34., a Nikoletta az 58–82. leggyakoribb női név volt, a többi nem szerepel az első 100-ban.

## Névnapok
Nikol, Nikolett, Nikoletta
- március 21.[2]
- szeptember 10.[2]
- szeptember 25.[2]
- december 6.[2]

Nikola
- március 21.[2]
- szeptember 10.[2]

Kolett, Koletta, Kozett
- március 6.[3][4]

## Híres Nikolok, Nikolák, Nikolettek, Nikoletták, Kolettek, Koletták és Kozettek
- Dárday Nikolett Ferencz Noémi-díjas iparművész
- Füredi Nikolett színésznő
- Gallusz Nikolett színésznő
- Nemes Nikolett festőművész
- Szepesi Nikolett úszó
- Szőke Nikoletta jazz-énekes
- Nagy Nikoletta súlyemelő
- Nicole Arendt amerikai teniszezőnő
- Nikki Blonsky amerikai énekesnő, színésznő
- Nicole Brown Simpson amerikai futballsztár
- Nicole Calfan francia színésznő
- Nikki Cox amerikai színésznő
- Nicole Kidman színésznő
- Nicole Pratt ausztrál teniszezőnő
- Nicole Scherzinger énekesnő
- Nicole Vaidišová cseh teniszedző
- Nikki Reed amerikai színésznő

## A kultúrában
- Kozett (Cosette) – Fantine lánya a Nyomorultakban
- Nicole – Lütyő (Crouchot) őrmester lánya a Csendőr filmekben
- Nikki Finn – A Ki ez a lány? Madonna alakította főszereplője